# Бессмертный, Александр Семёнович
Александр Семёнович Бессмертный (4 апреля 1928, СССР — 21 апреля 2004) — советский киноредактор.

## Биография
А. С. Бессмертный родился 4 апреля 1928 года.
В 1950-х — начале 1960-х — редактор в Лениздате. Затем работал редактором сценарного отдела киностудии «Ленфильм». В 1960—1980 годах — один из ведущих редакторов киностудии.
В основном работал с такими режиссёрами как:
Виталий Мельников (Начальник Чукотки, Мама вышла замуж, Семь невест ефрейтора Збруева, Старший сын, Царская охота);
Игорь Масленников (Личная жизнь Кузяева Валентина,Сентиментальный роман, Ярославна, королева Франции);
Наум Бирман (Авария, Мы смерти смотрели в лицо, Сирано де Бержерак);
Надежда Кошеверова (Старая, старая сказка, Тень, Как Иванушка-дурачок за чудом ходил, И вот пришёл Бумбо…).
Всего около 60 картин.
Член Союза кинематографистов СССР (Ленинградское отделение).

## Публикации
- Ленинград : Краткий справочник : [По состоянию на 15 февр. 1957 г.]. // сост. А. С. Бессмертный — Л.: Лениздат, 1957. — 287 с. : ил.;
- Ленинград : Спутник туриста : Указатель к карте. — Ленинград : Лениздат, 1962. — 195 с., 1 л. карт. : ил.
- Ленинград : Краткий справочник для туристов. // сост. А. С. Бессмертный — Л.: Лениздат, 1966. — 227 с. : ил.;
- Ленинград : Краткий справочник для туристов. — [2-е изд., испр. и доп.]. — Ленинград : Лениздат, 1967. — 247 с. : ил.;

## Фильмография
1. 1964 — Барбос в гостях у Бобика (короткометражный) (Режиссёр-постановщик: Виталий Мельников)
2. 1965 — Авария (совместно с Фрижеттой Гукасян) (Режиссёр-постановщик: Александр Абрамов, Наум Бирман)
3. 1966 — Начальник Чукотки (Режиссёр-постановщик: Виталий Мельников)
4. 1967 — Личная жизнь Кузяева Валентина (Режиссёр-постановщик: Игорь Масленников при участии Ильи Авербаха)
5. 1967 — Седьмой спутник (Режиссёр-постановщик: Григорий Аронов, Алексей Герман)
6. 1968 — Старая, старая сказка (Режиссёр-постановщик: Надежда Кошеверова)
7. 1969 — Завтра, третьего апреля… (Режиссёр-постановщик: Игорь Масленников)
8. 1969 — Мама вышла замуж (Режиссёр-постановщик: Виталий Мельников)
9. 1970 — Семь невест ефрейтора Збруева (Режиссёр-постановщик: Виталий Мельников)
10. 1971 — Тень (Режиссёр-постановщик: Надежда Кошеверова)
11. 1972 — Здравствуй и прощай (Режиссёр-постановщик: Виталий Мельников)
12. 1973 — Я служу на границе (Режиссёр-постановщик: Наум Бирман)
13. 1974 — Ксения, любимая жена Фёдора (Режиссёр-постановщик: Виталий Мельников)
14. 1974 — Одиночество (Режиссёр-постановщик: Виталий Мельников)
15. 1974 — Премия (Режиссёр-постановщик: Сергей Микаэлян)
16. 1974 — Царевич Проша (Режиссёр-постановщик: Надежда Кошеверова)
17. 1975 — Старший сын (Режиссёр-постановщик: Виталий Мельников)
18. 1976 — Сентиментальный роман (Режиссёр-постановщик: Игорь Масленников)
19. 1977 — Беда (Режиссёр-постановщик: Динара Асанова)
20. 1977 — Женитьба (Режиссёр-постановщик: Виталий Мельников)
21. 1977 — Как Иванушка-дурачок за чудом ходил (Режиссёр-постановщик: Надежда Кошеверова)
22. 1978 — Ошибки юности (Режиссёр-постановщик: Борис Фрумин)
23. 1978 — Ярославна, королева Франции (Режиссёр-постановщик: Игорь Масленников)
24. 1979 — Отпуск в сентябре (Режиссёр-постановщик: Виталий Мельников)
25. 1979 — Соловей (Режиссёр-постановщик: Надежда Кошеверова)
26. 1980 — Мы смерти смотрели в лицо (Режиссёр-постановщик: Наум Бирман)
27. 1981 — Две строчки мелким шрифтом (Режиссёр-постановщик: Виталий Мельников)
28. 1982 — Ослиная шкура (Режиссёр-постановщик: Надежда Кошеверова)
29. 1983 — Уникум (Режиссёр-постановщик: Виталий Мельников)
30. 1984 — И вот пришёл Бумбо… (Режиссёр-постановщик: Надежда Кошеверова)
31. 1984 — Чужая жена и муж под кроватью (Режиссёр-постановщик: Виталий Мельников)
32. 1985 — Выйти замуж за капитана (Режиссёр-постановщик: Виталий Мельников)
33. 1987 — Первая встреча, последняя встреча (Режиссёр-постановщик: Виталий Мельников)
34. 1987 — Сказка про влюблённого маляра (Режиссёр-постановщик: Надежда Кошеверова)
35. 1989 — Сирано де Бержерак (Режиссёр-постановщик: Наум Бирман)
36. 1990 — Царская охота (Режиссёр-постановщик: Виталий Мельников)
37. 1991 — Чича (совместно с О. Ольшиц) (Режиссёр-постановщик: Виталий Мельников)